# Gecarcinus ruricola
El cangrejo negro o cangrejo zombie es una especie de cangrejo terrestre de la familia Gecarcinidae, nativo del mar Caribe. A veces también es llamado cangrejo halloween, aunque así generalmente solo se le llama a Gecarcinus quadratus.

## Descripción
El caparazón es negro, las patas son rojas con tonos de amarillo, su apariencia es terrorífica y la gran migración ha hecho que en algunas partes se llama cangrejo zombie.

## Distribución
Es una especie migratoria. Se encuentra principalmente en Cuba, y en Bahamas, es también reportado en Florida, Nicaragua, Dominica, Jamaica. Las poblaciones periféricas existen en las Islas del Cisne, fuera de Honduras, y en el Archipiélago de San Andrés, Providencia y Santa Catalina fuera de la costa de Colombia.

## Reproducción
Esta especie es terrestre, pero de origen marino y es abundante, cada año, entre abril y julio, los adultos migran al mar para aparearse y desovar a millones de crias que retornan al bosque, esto obliga a las autoridades a cerrar las vías para que los vehículos no los pisen, sin embargo, no se ha reportado este número de cangrejos como el cangrejo rojo de la Isla de Navidad, los cuales se reproducen en las épocas de lluvia.

## Gastronomía
En Colombia los isleños capturan a muchos cangrejos cada año solo en la época de la migración, utilizan sus pinzas como "muelas de cangrejo", y también se preparan "bolas de cangrejo" a partir de su caparazón, para estos isleños, si estos cangrejos se acaban tendrán que buscar una nueva forma de vivir, aunque por lo general no se encuentran en peligro de extinción.